# Arcybiskupi Tirany-Durrës
Arcybiskupi Tirany-Durrës

## Biskupi ordynariusze
- 1700-1720 abp Petrus Zumi
- 1720-1737 abp Pietro Scurra
- 1739-1742 abp John Galata
- 1752-1774 abp Nicolaus Radovani
- 1774-1808 abp Thomas Mariagni
- 1808-1836 abp Paul Galata
- 1838-1843 abp Nicholaus Bianchi
- 1844-1847 abp Giorgio Labella
- 1847-1892 abp Raffaele d’Ambrosio O.F.M.
- 1893-1922 abp Primo Bianchi
- 1922-1928 abp Francesco Melchiori O.F.M.
- 1929-1939 abp Pjetër Gjura
- 1940-1949 abp Vinçenc Prennushi
- 1949-1958 wakat
- 1958-1992 bp Nikollë Troshani, administrator apostolski
- 1992-2015 abp Rrok Mirdita
- 2016-2021 abp George Frendo OP
- od 2021 abp Arjan Dodaj

## Biskupi pomocniczy
- 1803-1808 bp Paul Galata, koadiutor
- 1921-1922 bp Francesco Melchiori, O.F.M, koadiutor
- 1958-1994 bp Nikollë Troshani
- 2006-2016 bp George Frendo OP
- 2020-2021 bp Arjan Dodaj